# Szkoła Podchorążych Rezerwy Saperów
Szkoła Podchorążych Rezerwy Saperów (SPRez.Sap.) – szkoła kształcąca kandydatów na oficerów rezerwy saperów Wojska Polskiego.

## Geneza Szkoły
Rok 1919, czas organizowania siły zbrojnej Państwa jest również punktem wyjściowym powstania Szkoły Podchorążych Saperów. W zrozumieniu koniecznej potrzeby wyszkolenia oficerów saperów zostaje założony na Powązkach pod Warszawą I Kurs Wojenny Szkoły Podchorążych Saperów pod dowództwem ppłk. Jerzego Saleckiego. Zadaniem kursu jest, w szybkim tempie, przygotować nowe kadry saperów wykwalifikowanych, gotowych wziąć udział w toczących się walkach. Ten typ szkoły okazał się wkrótce niewystarczającym, toteż już we wrześniu tegoż roku zostaje on włączony do utworzonego i na szerszych podstawach opartego Kościuszkowskiego Obozu Szkolnego Saperów. Zadaniem jego jest nie tylko szkolenie podchorążych, ale także doskonalenie oficerów i podoficerów zawodowych saperów i pionierów. Rok 1920. Inwazja bolszewicka wstrzymała w znacznym stopniu rozwój K.O.S.S., praca jednak nie ustała, i z chwilą odsunięcia się działań wojennych wzmogła się, zyskując w miarę postępowania czasu na tempie. Po zawarciu pokoju wojenny typ szkoły zostaje zlikwidowany; K.O S.S. rozpoczyna pracę w nowych warunkach, aby moc sprostać nowym zadaniom. Okazuje się jednak, że ramy jego są za szczupłe dla objęcia całokształtu wyszkolenia saperskiego w czasie pokoju. W grudniu 1921 r. K.O.S.S. ulega reorganizacji. Oficerska Szkoła Inżynierii zostaje wydzielona i przeniesiona do Warszawy, a w roku 1924 zostają jeszcze przyłączone do niej kursy doskonalenia oficerów. W K.O.S.S. zostaje tylko Szkoła Podchorążych Rezerwy Saperów i dorywczo prowadzone kursy doskonalenia dla zawodowych podoficerów saperów. Szkoła w zmienionych warunkach rozwija się pomyślnie, zyskując z postępem czasu zarówno pod względem stanu liczebnego wychowanków, jak i poziomu wyszkolenia. Rok 1926 przynosi zupełną likwidację K.O.S.S. Złożyło się na to wiele przyczyn. Pułk Radiotelegraficzny został przeniesiony do Warszawy i zajął koszary K.O.S.S., poza tym dotychczasowe pomieszczenia okazały się ze względu na wyszkolenie niewystarczające.
W lipcu 1926 roku Szkoła Podchorążych Rezerwy Saperów została przeniesiona na nowe kwatery do Modlina i włączona w skład Batalionu Szkolnego Saperów pod dowództwem majora Stanisława Arczyńskiego. Nowa jednostka wyszkoleniowa otrzymała w spadku po Korpusie Kadetów koszary szczupłe, opuszczone, pozbawione wielu koniecznych instalacji sprzętu. Brak było pomocy naukowych, laboratoriów, wykładowców, instruktorów, sprzętu wyszkoleniowego. Trudności początkowe, aby postawić wyszkolenie na odpowiednim poziomie, były wielkie. Walkę z nimi podjął i pomyślnie przeprowadził dowódca batalionu major Arczyński. Dzięki jego energii i wytrwałości w szybkim tempie zdołano uzupełnić niezbędne braki, podnieść poziom wyszkolenia i zapewnić szkole stały zdecydowany kierunek pracy. W tym okresie szkoła liczy już dwie kompanie saperów i czas szkolenia wynosi 13 miesięcy. Modlin, dzięki swemu położeniu, okazuje się doskonałym miejscem dla szkolenia saperów. Szkoła rozwija się pomyślnie. Chcąc wykorzystać dogodne położenie Modlina, sfery kierownicze postanawiają zogniskować w nim całokształt wyszkolenia saperskiego.
W 1929 roku z połączenia Batalionu Szkolnego Saperów w Modlinie i Batalionu Szkolnego Saperów Kolejowych w Jabłonnie została utworzona Szkoła Podchorążych Rezerwy Saperów w składzie trzech kompanii, i weszła w skład Centrum Wyszkolenia Saperów. Dzięki energii dowódcy i opiece komendanta Centrum podpułkownika Maksymiliana Hajkowicza szkoła stale się rozwija i  posiadając pierwszorzędnie urządzone sale wykładowe, laboratoria, gabinety elektryczne, minerskie, sale gimnastyczne, boiska sportowe, świetlicę.

## Dowódcy batalionu
- mjr Stanisław Arczyński
- mjr Stanisław Perko (1929 - 1930)
- mjr Stefan Zagórski (1930 - IV 1932)
- mjr Marian Zarzycki (IV 1932 - 1936)
- mjr Eugeniusz Szubert (1937 - 1939)

## Struktura szkoły
1 kompania
- kpt. Jan Goellner – dowódca 1 kompanii
- kpt. Mieczysław  Jabłoński – oficer 1 kompanii
- por.  Ludwik  Siemiński – oficer 1 kompanii
- por. Franciszek Stych – oficer 1 kompanii

2 kompania
- kpt.  Eugeniusz  Szubert II – dowódca 2 kompanii
- kpt. Edward  Michałowski  – oficer 2 kompanii
- por. Leonard  Matrybiński – oficer 2 kompanii
- por.  Tadeusz  Banaszkiewicz  – oficer 2 kompanii
- por. Maciej Kalenkiewicz  – oficer 2 kompanii

3 kompania
- kpt. Tadeusz Mrazek  - dowódca 3 kompanii
- kpt. Jan Ulejczyk  – oficer 3 kompanii
- por. Józef Salecki  – oficer 3 kompanii
- por. Jan Jaźwiński  – oficer 3 kompanii
- por. Karol Jabłoński  – oficer 3 kompanii

## Wykładowcy
- kpt. Goellner Jan  - 1. Budowa kolei, 2. Budownictwo, 3. Organizacja armii
- kpt. Mrazek Tadeusz – 1.  Nauka służby, 2. Organizacja armii, 3. Wyszkolenie bojowe
- kpt. Szubert Eugeniusz II – 1. Nauka służby, 2. Organizacja armii, 3. Wyszkolenie bojowe
- kpt. Wasilewski Wacław – 1. Gazoznawstwo
- kpt. Jaworski Czesław  - Higiena
- kpt. Jabłoński Mieczysław – 1.  Mosty ciężkie, 2. Statyka, 3. Nauka służby
- kpt. Majewski Karol - Współdziałanie broni
- kpt. Szymanowski Roman - Nauka o broni
- kpt. Michałowski Edward Paweł - Pontonierstwo
- kpt. Ulejczyk Jan – 1.  Gazoznawstwo, 2. Pontonierstwo, 3. Wyszkolenie bojowe
- por. Zabereszczak Stanisław – 1. Wyszkolenie strzeleckie, 2. Walka granatami
- por. Siemiński Ludwik – 1. Parowoźnictwo, 2. Służba ruchu, 3. Sygnalizacja, 4. Pociągi pancerne, 5. Wyszkolenie bojowe
- por.  Choroszucha Józef – 1. Silniki spalinowe, 2. Elektrotechnika stosowana
- por. Stych Franciszek – 1. Fortyfikacja, 2. Służba wodna, 3. Nauka o broni, 4. Minerstwo, 5. Wyszkolenie bojowe
- por. Mizerek Kazimierz – 1. Historia wojskowości, 2. Geografia wojskowa,
- por. Wójcik  Jan  V – 1.  Wychowanie fizyczne, 2. Miernictwo, 3. Terenoznawstwo
- por. Salecki Józef – 1. Służba łączności, 2. Wyszkolenie strzeleckie, 3. Minerstwo, 4. Wyszkolenie bojowe
- por. Matrybiński Leonard – 1. Mosty polowe, 2. Wyszkolenie bojowe, 3. Walka granatami
- por. Karchesy Aleksander - Elektrotechnik a stosowana
- por. Bojko Włodzimierz - Administracja i biurowość
- por. Banaszkiewicz Tadeusz  Roman – 1. Wyszkolenie strzeleckie, 2. Gazoznawstwo, 3. Minerstwo, 4. Wyszkolenie bojowe
- por. Jaźwiński Jan – 1. Fortyfikacja, 2. Przysposobienie tyłów, 3. Walka granatami, 4. Wyszkolenie bojowe
- por. Jabłoński Karol -1. Nauka o broni, 2. Mosty polowe, 3. Wyszkolenie bojowe
- por. Maciej Kalenkiewicz - 1. Fortyfikacja, 2. Przysposobienie tyłów[2]

### Instruktorzy podoficerowie  S.P.R.S.
- st. sierż. Stanisław  Kuliberda - sierżant szef I kompanii,
- st. sierż.  Stanisław  Siczek - zastępca dowódcy  I plutonu,
- sierż. Stanisław  Stawarski - zastępca dowódcy II plutonu,
- sierż.  Franciszek  Mrozek - zastępca dowódcy III plutonu,
- sierż. Adam  Madej - rachunkowy,
- sierż. Wiktor  Siudyla - instruktor,
- plut. Antoni  Grucela - instruktor,
- plut. Stanisław  Wróbel - instruktor.
- st. sierż. Franciszek  Marciniak - sierżant szef II kompanii,
- sierż. Antoni  Ciechanowski - zastępca dowódcy I plutonu,
- sierż. Antoni  Odyniec - zastępca dowódcy II plutonu,
- sierż. Józef  Rogalski - zastępca dowódcy III plutonu,
- plut. Józef  Szilka - dowódca II drużyny,
- plut. Stanisław  Ługiewicz - dowódca IV drużyny,
- plut. Józef  Szufa - dowódca VI drużyny,
- plut. Kazimierz  Witwicki - rachunkowy[3]

## Absolwenci
Prymusi
- 1922 - ppor. Włodzimierz Przycki
- 1923 - ppor. Mieczysław Wyrzębski
- 1924 - ppor. Tadeusz Hickiewicz
- 1925 - brak
- 1926 - ppor. Stefan Ficek
- 1927 - ppor. Rudolf Szwarc, Zygmunt Nawara
- 1928 - ppor. Czesław Polkowski, Adam Doboszyński[3]

Pozostali absolwenci
- Ryszard Kowalski (1938-1939)
- Ignacy Olszewski
- Tadeusz Śmigielski

## Odznaka pamiątkowa
W 1926 roku został zatwierdzony wzór i regulamin odznaki pamiątkowej. Odznaka o wymiarach 42 × 32 mm ma kształt srebrnego orła państwowego według wzoru z 1927 roku, stojącego na srebrnym emblemacie szkół podchorążych rezerwy (inicjały „SPR” w wieńcu laurowym z gwiazdką u dołu). Orzeł dolne ramię dłuższe od trzech pozostałych równych. Krzyż emaliowany  w barwach saperskich: czarny z czerwonym obramowaniem (odcień czerwono- brązowy Odznaka z pracowni J. Knedlera). Odznaka dwuczęściowa. Strona odwrotna gładka.